# 이병진 (공무원)
이병진(李炳振, 1964년, 부산광역시 ~ )은 대한민국의 공무원이다.

## 학력
- 부산동고등학교 졸업
- 부산대학교 불어불문학과 학사 졸업

## 경력
- 1995 제1회 지방행정고시 합격
- 부산광역시청 투자유치과 외자유치담당
- 부산광역시청 기획관리실 기획담당
- 2008.01 ~ 2010.07 부산광역시청 유시티정책팀 팀장 서기관
- 2010.07 ~ 2011.01 부산광역시청 국제협력과 과장 서기관
- 2011.01 ~ 2012.01 부산광역시청 서기관 외교안보연구원 교육파견
- 2012.01 ~ 2013.12 부산광역시청 예산담당관 서기관
- 2014.01 ~ 2014.12 부산광역시청 대변인
- 2015.01 ~ 2015.12 부산광역시청 교육파견
- 2015.12 ~ 2016.12 부산광역시청 사회복지국 국장
- 2016.12 ~ 2017.12 부산광역시청 문화관광국 국장
- 2018.02 ~ 2020.01 부산광역시청 기획관리실 실장
- 2020.01 ~ 2021.01 행정안전부 국가정보자원관리원 광주센터 센터장
- 2021.01 ~ 2023.01 제44대 부산광역시 행정부시장
- 2021.01 ~ 2021.04 부산광역시장 권한대행
- 2023.09 ~ 제8대 부산교통공사 사장